# Claudio Bunster
Cet article utilise les coutumes de dénomination espagnoles : le premier nom de famille paternel est Bunster et le deuxième nom de famille maternel est Weitzman.
Pour les articles homonymes, voir Bunster.
Claudio Bunster Weitzman  né le 15 avril 1947  à Santiago (Chili), est un physicien théoricien chilien . Jusqu'en 2005, il porta le nom de Claudio Teitelboim Weitzman.

## Biographie
Claudio Bunster  a fréquenté l' Instituto Nacional General José Miguel Carrera, un prestigieux lycée public de Santiago. Bunster a fait ses études à l' Université du Chili et à l'Université de Princeton , où il a obtenu son doctorat en physique en 1973. Bunster a mené des recherches sur les frontières et a enseigné à l'Université de Princeton et à l' Université du Texas à Austin . Il a également été "membre à long terme" de l' Institute for Advanced Study  à Princeton au New Jersey, États-Unis.

## Travaux
Bunster a été directeur du Centre d'études scientifiques (CECS ) depuis sa création en 1984. Fonctionnant à l'origine à Santiago , cet institut autonome s'est déplacé en 2000 au sud du Chili , Valdivia , dans le parallèle 40e, où la recherche s'est élargie et approfondi dans les domaines de la vie, de notre planète et du cosmos.
En plus de ses recherches en physique théorique et de son travail en tant que directeur des CEC, Bunster s'est engagé dans la fonction publique. Il a été conseiller scientifique du président pendant l'administration du président Eduardo Frei Ruiz-Tagle (1994–2000). Au cours de son mandat de conseiller présidentiel, les chaires présidentielles en science et l' Initiative scientifique du millénaire ont été créées. Il a également été membre du Groupe d'experts sur les droits de l'homme , mis en place par le gouvernement et impliquant à la fois des civils et des militaires, pour traiter des questions de droits de l'homme.
Bunster a été particulièrement impliqué dans l'intégration des forces armées dans les efforts scientifiques, afin de renforcer la démocratie par la science. Cet intérêt l'a conduit à un travail scientifique conjointement entre les services du CEC, de l' armée , de la marine et de l' armée de l'air du Chili ainsi qu"avex d'autres institutions étrangères. Parmi les résultats de ces collaborations figurent notamment plusieurs expéditions, sans précédent, en Antarctique dans lesquelles Bunster fut directement impliqué.

## Récompenses

Académie Nationale des Sciences, Washington

Il a reçu le prix national chilien des sciences exactes en 1995, et a été élu à l'Académie des sciences des États-Unis en 2005, et a été nommé membre honoraire des instituts Solvay à Bruxelles en 2007. L'Académie mondiale des sciences pour l'avancement de la science dans les pays en développement, a décerné Bunster en 2013, avec le prix TWAS-Lenovo